# Камышевская
Камышевская — станица в Цимлянском районе Ростовской области.
Входит в состав Лозновского сельского поселения.

## История
Станица первоначально находилась вблизи реки Дон, но из-за разлива реки три раза меняла своё расположение. Находясь в составе Области Войска Донского, в станице административно входила в Первый Донской округ; в станице существовала Христорождественская церковь.

## Население
| 2010 |
| ---- |
| 919  |

## Улицы
| - ул. Бакреневская, - ул. Большая Садовая, - ул. Восточная, - ул. Гусынка, - ул. Дальняя, - ул. Донская, - ул. Западная, | - ул. Заречная, - ул. Казачья, - ул. Камышная, - ул. Мечетная, - ул. Молодёжная, - ул. Мостовая, - ул. Победы, | - ул. Погромная, - ул. Речная, - ул. Спортивная, - ул. Степная, - пер. Дорожный, - пер. Жемчужный, | - пер. Лесной, - пер. Малый, - пер. Солнечный, - пер. Фестивальный, - пер. Цветочный, - пер. Школьный. |

## Известные уроженцы
- Кострюков, Николай Григорьевич (1924—1984) — советский военнослужащий, сержант, Герой Советского Союза.
- Родионов, Иван Александрович (1866—1940) — русский писатель, общественный и политический деятель России и русской эмиграции.
- Снесарев, Павел Евгеньевич (1876—1954) — русский и советский учёный-медик, патологоанатом, нейроморфолог и психиатр.